# Journal of the Academy of Marketing Science
Journal of the Academy of Marketing Science (JAMS) ist eine sechsmal jährlich erscheinende wissenschaftliche Zeitschrift zu betriebswirtschaftlichen Themen, speziell zum Marketing.

## Rezeption
Das Zeitschriften-Ranking VHB-JOURQUAL 2.1 (2011) und VHB-JOURQUAL3  stufen die Zeitschrift in die obere Kategorie A ein. Der Thomson Reuters Impact Factor lag 2010 bei 3.269. Das Zeitschriften-Ranking der britischen Association of Business Schools stufte das Journal of the Academy of Marketing Science in den Jahren 2015, 2018 und 2021 in die beste Kategorie 4 ein. 2010 lag das Ranking noch bei 3.